# زي موحد

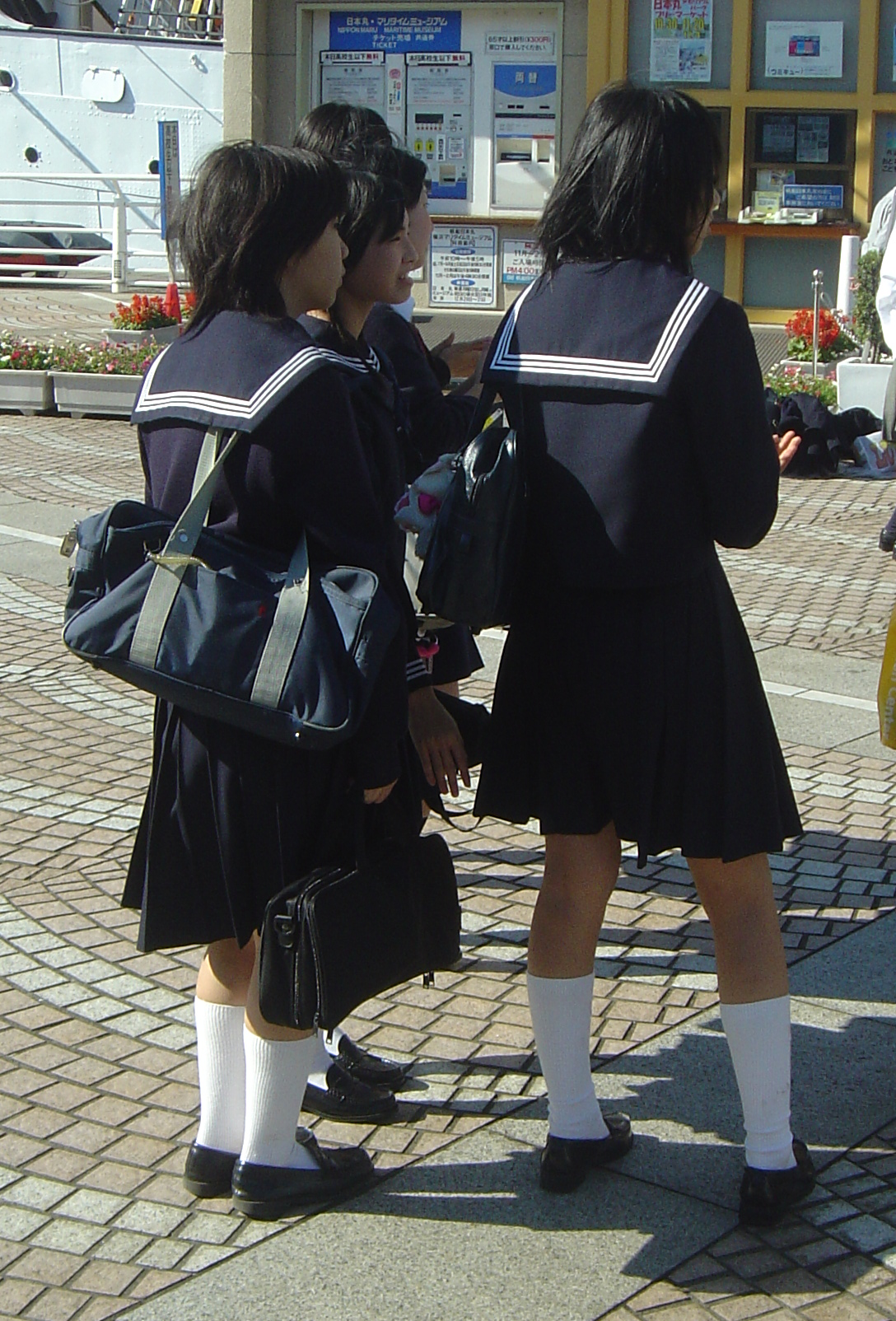
زي موحد لطلبة باليابان

الزي الموحد هو زي يلبسه مجموعة من الناس لإظهار انتمائهم إلى مجموعة أو كيان واحد مثل التلاميذ، وطاقم التمريض، وأفراد الشرطة وأعضاء الفريق الرياضي.